# Viladieu
Viladieu (en francès Villedieu) és un municipi francès situat al departament de la Valclusa i a la regió de Provença – Alps – Costa Blava.

## Demografia
| Evolució de la població |      |      |      |      |      |      |      |       |
| 1793                    | 1800 | 1806 | 1821 | 1831 | 1836 | 1841 | 1846 | 1851  |
| 713                     | 602  | 802  | 927  | 941  | 948  | 919  | 971  | 1.011 |

| 1856 | 1861 | 1866 | 1872 | 1876 | 1881 | 1886 | 1891 | 1896 |
| ---- | ---- | ---- | ---- | ---- | ---- | ---- | ---- | ---- |
| 994  | 947  | 915  | 898  | 892  | 824  | 789  | 777  | 711  |

| 1901 | 1906 | 1911 | 1921 | 1926 | 1931 | 1936 | 1946 | 1954 |
| ---- | ---- | ---- | ---- | ---- | ---- | ---- | ---- | ---- |
| 716  | 717  | 733  | 592  | 605  | 543  | 504  | 505  | 471  |

| 1962 | 1968 | 1975 | 1982 | 1990 | 1999 | 2006 | 2011 | 2016 |
| ---- | ---- | ---- | ---- | ---- | ---- | ---- | ---- | ---- |
| 442  | 472  | 438  | 480  | 548  | 508  | -    | -    | -    |

| 2019 | - | - | - | - | - | - | - | - |
| ---- | - | - | - | - | - | - | - | - |
| -    | - | - | - | - | - | - | - | - |

## Administració
| Període   | Identitat         | Partit |
| --------- | ----------------- | ------ |
| 1944-1961 | Gustave Tardieu   |        |
| 1961-1965 | Wilfrid Brieux    |        |
| 1965-1974 | Gustave Tardieu   |        |
| 1974-1983 | Wilfrid Brieux    |        |
| 1983-2001 | Jean-Louis Vollot |        |
| 2000-2001 | Mireille Dieu     |        |
| 2001-2008 | Jean-Louis Vollot |        |
| 2008-     | Yves Tardieu      |        |